# Championnats d'Europe de dressage 1999
Navigation
Édition précédente Édition suivante
Les championnats d'Europe de dressage 1999, dix-neuvième édition des championnats d'Europe de dressage, ont eu lieu en 1999 à Arnhem, aux Pays-Bas. L'épreuve individuelle est remportée par la Néerlandaise Anky van Grunsven et l'épreuve par équipe par l'Allemagne.